# William Wilson (nowela)
William Wilson (ang. William Wilson) – nowela Edgara Allana Poe, inspirowana okresem kształtowania się osobowości autora poza Londynem. Historia wykorzystuje motyw sobowtóra i cechuje się stylem bazującym na racjonalizmie. Została po raz pierwszy opublikowana w 1840 roku w kolekcji Opowieści groteskowo-arabeskowe (Tales of the Grotesque and Arabesque) i była przedmiotem kilku różnych adaptacji.

## Opis fabuły
Narrator, człowiek o „szlacheckim pochodzeniu”, określający siebie jako William Wilson, potępia swoją nieszczęsną przeszłość, chociaż nie godzi się na to, aby wziąć na siebie winę za swoje działania, mówiąc, że „żaden człowiek nigdy nie był wcześniej w ten sposób kuszony”.
Po pewnym czasie narracja jest skoncentrowana na opisie jego lat chłopięcych, które spędził w „dużej, bezładnej elżbietańskiej szkole, w szaro wyglądającej wiosce w Anglii”. Dom szkolny był ogromny, z wieloma krętymi korytarzami i pomieszczeniami, usytuowany na rozległym terenie.
William opisuje spotkanie z innym chłopcem, który dzieli z nim to samo nazwisko, ma podobny wygląd i nawet urodził się dokładnie tego samego dnia, 19 stycznia (Co jest również datą urodzin Poe). Ów drugi William stanowi dla niego jedyną konkurencję w nauce, sporcie i popularności. Chłopiec zdaje się być w stanie konkurować z nim z wielką łatwością, co jest według Williama dowodem jego wyższości, gdyż aby nie doznać porażki, protagonista musiał dokładać niesamowitych starań. Imię William wprawia go w zakłopotanie, gdyż brzmi „plebejsko i pospolicie”. Jest on również zirytowany tym, że musi słyszeć to samo nazwisko dwukrotnie z powodu obecności jego konkurenta.
Ten zaczyna stopniowo naśladować zachowanie, styl ubierania się oraz sposób mówienia Williama, choć przez ogólnoustrojowe problemy, mógł on tylko szeptać. Z biegiem czasu chłopak zaczyna udzielać Williamowi rad specyficznej natury, których jednak ten nie godzi się brać pod uwagę, oburzając się na jego arogancję. Pewnej nocy wkrada się on do pokoju konkurenta i ku jego zdumieniu stwierdza, że twarz chłopca jest niemal identyczna z jego własną. Po tym zdarzeniu William opuszcza natychmiast akademię, tylko aby się dowiedzieć, że jego sobowtór zrobił dokładnie to samo, tego samego dnia.
Ostatecznie uczęszcza on do Eton i Oksfordu, stopniowo staje się coraz bardziej rozpustny i dopuszcza się, jak sam to określa, „różnych psot”, jak kradzież dużych sum pieniędzy od biednego człowieka szlacheckiego pochodzenia, oszukując go w grze w karty, czy uwodząc zamężną kobietę. Za każdym razem, gdy jego sobowtór się pojawia, z twarzą zawsze zakrytą, szepcze on kilka słów, wystarczających do zaalarmowania innych graczy, którzy szybko zaczynają reagować na zachowanie Williama, a następnie znika w taki sposób, że jego twarz pozostaje niezauważona przez pozostałych. Po ostatnim z podobnych incydentów na balu w Rzymie, William zaciąga swojego nieprzejednanego sobowtóra – który nosi identyczne ubrania – do jednego z przedpokojów i dźga go śmiertelnie.
Po tym czynie wydaje się pojawiać znienacka duże lustro, pokazujące jego własne odbicie, lecz wraz ze wszystkimi bladymi rysami, tonącymi we krwi – pozornie martwego sobowtóra, który jednak nie mówi już szeptem. Narrator odczuwa to wypowiadając słowa: „We mnie istniałeś i – spojrzyj w moją śmierć, spojrzyj wskroś tej, która jest twoją, postaci – jak doszczętnie zamordowałeś siebie samego!”.

## Tło

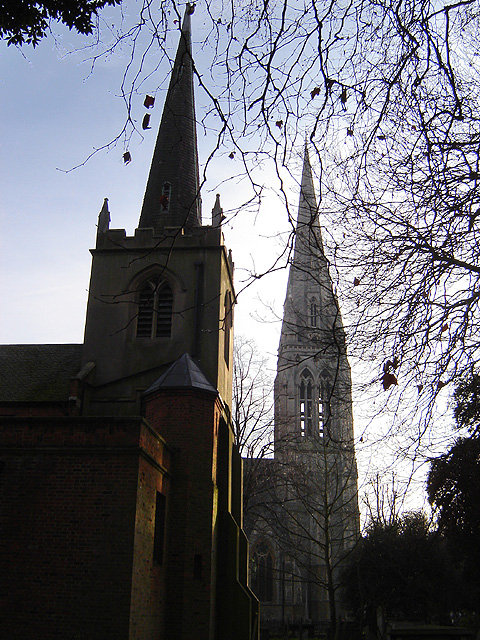
St Mary’s „Old” Church – po lewej

Tło utworu William Wilson jest w połowie autobiograficzne i odnosi się do miejsca zamieszkania Poe w Anglii, gdy był jeszcze chłopcem.
Mgliście wyglądająca angielska wioska to Stoke Newington, obecnie przedmieście Londynu. Szkoła w noweli to nieistniejąca już Reverend John Bransby’s Manor House School w Stoke Newington, do której Poe uczęszczał w latach od 1817 do 1820 roku. Kościół, o którym Poe wspomina, to St Mary’s „Old” Church, w parafii Stoke Newington. Budynek ten wciąż istnieje.
Dodatkowo Poe przyznawał, że myśli przewodnie noweli były inspirowane artykułem Washingtona Irvinga. Odnosiły się one do irytacji osób, które spotkały innych ludzi o tym samym nazwisku, w wyniku czego zacierało się ich poczucie wyjątkowości.
Na końcu historii Irvinga, główna figura zabija swojego sobowtóra mieczem, tylko aby zobaczyć swoją własną twarz ukrytą za maską.

## Analiza
William Wilson wyraźnie eksponuje temat sobowtóra. Owa druga połowa prześladuje protagonistę i prowadzi go do szaleństwa, jak i je reprezentuje. Podział osobowości jest wzmocniony przez potwierdzenie narratora, że William Wilson to w zasadzie pseudonim. Nazwisko samo w sobie jest interesującym wyborem. „Son”, czyli syn oraz „will”, czyli wola. Innymi słowy William Wilson sam sobie przyzwolił do bycia razem z sobowtórem, z którym dzieli to samo nazwisko. Poe pisał opowieść bardzo skrupulatnie i z wielką subtelnością. Zdania są zbalansowane, z wieloma przymiotnikami i z mało konkretną symboliką, poza opisem szkoły Wilsona. Tempo jest spokojne i wyważone, z formalnym stylem i długimi zdaniami. Zamiast kreacji poetyckich efektów i atmosfery, autor stworzył historię bazującą na racjonalności i logice.

## Publikacja
William Wilson został opublikowany w październiku 1839 roku na łamach „Burton’s Gentleman’s Magazine”. Utwór został później przetłumaczony na język francuski w grudniu 1844 roku, wydrukowany w Paryżu w gazecie „La Quotidienne” w dwóch częściach. To było pierwsze tłumaczenie dzieła Poe na język obcy, co pozwoliło mu na rozpowszechnienie jego twórczości we Francji.

## Krytyka
Kiedy Poe pisał do Washingtona Irvinga z prośbą o wsparcie, zwracał on specjalną uwagę na Williama Wilsona, określając go jako jego najlepsze dzieło. Thomas Mann powiedział o noweli Dostojewskiego Sobowtór: poemat petersburski, która eksponuje również podobny temat, że bynajmniej ulepsza ona utwór Poe, jako historię, która przedstawia tę samą romantyczną tradycję, z bardziej głębszą moralną stroną i z większym sukcesem rozwiązuje krytyczne wzory poetyckie.

## Adaptacje
- 1913 – Student z Pragi (reż. Stellan Rye)
- 1968 – Trzy kroki w szaleństwo, jedna z 3 nowel (reż. Louis Malle)